# Saint-Pierre-en-Vaux
Saint-Pierre-en-Vaux ist eine französische Gemeinde mit 139 Einwohnern (Stand: 1. Januar 2022) im Département Côte-d’Or in der Region Bourgogne-Franche-Comté (vor 2016 Burgund); sie gehört zum Arrondissement Beaune und zum Kanton Arnay-le-Duc. Die Einwohner werden Saint-Peter-Vallois genannt.

## Geographie
Saint-Pierre-en-Vaux liegt etwa 55 Kilometer westsüdwestlich von Dijon. Umgeben wird Saint-Pierre-en-Vaux von den Nachbargemeinden Maligny im Norden und Nordwesten, Lacanche im Nordosten, Champignolles im Osten und Südosten, Thury im Süden sowie Viévy im Westen.

## Bevölkerung
| Jahr                       | 1962 | 1968 | 1975 | 1982 | 1990 | 1999 | 2006 | 2011 | 2016 |
| Einwohner                  | 200  | 189  | 199  | 170  | 155  | 140  | 135  | 132  | 147  |
| Quellen: Cassini und INSEE |      |      |      |      |      |      |      |      |      |

## Sehenswürdigkeiten
- Kirche Saint-Pierre in Le Vieux Saint-Pierre